# Gunghuyana serrativerpa
Gunghuyana serrativerpa är en insektsart som beskrevs av Stiller 2001. Gunghuyana serrativerpa ingår i släktet Gunghuyana och familjen dvärgstritar. Inga underarter finns listade i Catalogue of Life.